# Antoni Lesznowski (1815–1859)

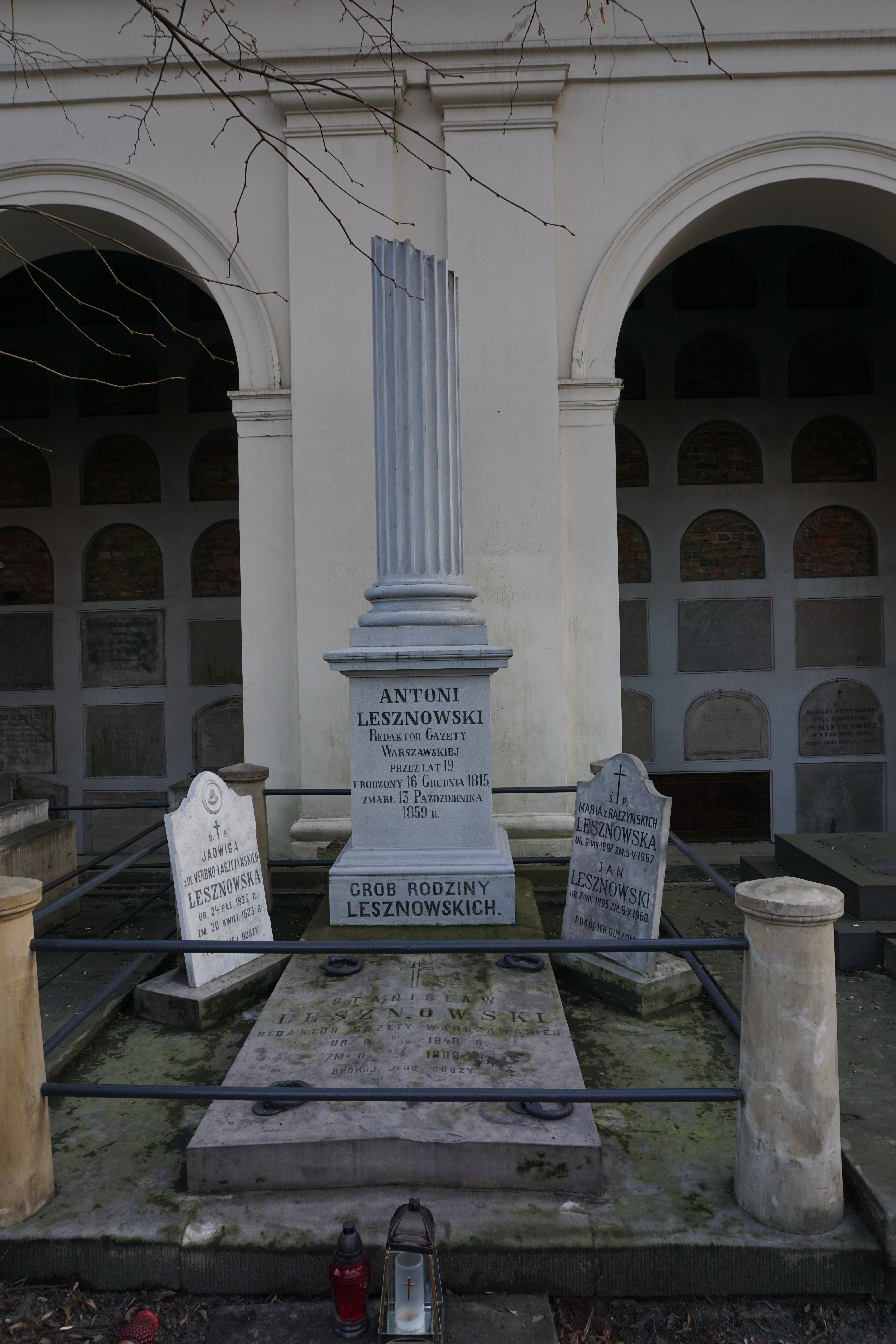
Grób Antoniego Lesznowskiego na cmentarzu Powązkowskim

Antoni Lesznowski (ur. 16 grudnia 1815, zm. 13 października 1859) – właściciel i wydawca Gazety Warszawskiej.

## Pochodzenie i rodzina
Był synem Antoniego i Adelajdy, miał dwoje rodzeństwa: Teresę i Ludwika. W 1847 pojął za żonę Pelagię Sędzimir, z którą miał córki: Antoninę i Ludwikę.

## Życiorys
Był urzędnikiem Komisji Rządowej Spraw Wewnętrznych. Wiosną 1841 przejął wydawanie podupadającej „Gazety Warszawskiej“, która miała zaledwie 400 prenumeratorów.
Do współpracy udało mu się pozyskać Kraszewskiego, Korzeniowskiego, Kaczkowskiego oraz Szajnochę. Sam pisywał recenzje literackie i teatralne. Zmiany w piśmie i wzrost jego atrakcyjności sprawiły, że pod koniec lat 50. XIX w. tytuł posiadał już 7500 prenumeratorów, przynosząc spore dochody.
Tuż przed śmiercią Lesznowskiego w „Gazecie Warszawskiej” zaczęły pojawiać się artykuły, w których atakowano zwiększającą swe znaczenie w Kongresówce burżuazję żydowską. Doprowadziło to do konfliktu, który odbił się echem w całej Europie. W efekcie Leopold Kronenberg nabył Gazetę Codzienną, pozyskał jako redaktora Kraszewskiego, co wpłynęło niekorzystnie na pozycję pisma Lesznowskiego.
Śmierć Lesznowskiego nastąpiła nieoczekiwanie, mimo że wiadomo było o jego otyłości, nadciśnieniu i zaburzeniach krążenia. Został pochowany na cmentarzu Powązkowskim (aleja katakumbowa, grób 141 i 142)